# Душан Влахович
Душан Влахович (серб. Душан Влаховић, нар. 28 січня 2000, Белград) — сербський футболіст, нападник італійського «Ювентуса» і збірної Сербії.

## Клубна кар'єра
Народився 28 січня 2000 року в Белграді. Вихованець юнацьких команд місцевих футбольних клубів ОФК і «Партизан».
У дорослому футболі дебютував 2015 року виступами за головну команду «Партизана», в якій юний нападник за два сезони взяв участь у 21 матчі сербської Суперліги.
Влітку 2017 року п'ятирічний контракт з юним сербом уклала італійська «Фіорентина», який офіційно вступив у силу в січні 2018 року, у день 18-річчя гравця. Через регуляторні обмеження дебютувати за головну команду нового клубу зміг лише після початку сезону 2018/19. У сезоні 2019/20 вже отримував досить багато ігрового часу і відзначився шістьма голами в Серії A.
28 січня 2022 року Влахович за 75 мільйонів перейшов у «Ювентус».
5 листопада 2024 року в матчі загального етапу Ліги чемпіонів УЄФА проти французького «Лілля» забив свій 50-й гол за «Ювентус».

## Виступи за збірні
З 2019 років його залучають до складу молодіжної збірної Сербії.
11 жовтня 2020 року дебютував в офіційних матчах у складі національної збірної Сербії в Лізі націй УЄФА 2020—2021.

## Статистика виступів

### Статистика клубних виступів
Станом на 9 квітня 2022
| Сезон                  | Команда                | Чемпіонат              | Чемпіонат | Чемпіонат | Національний кубок | Національний кубок | Національний кубок | Континентальні кубки | Континентальні кубки | Континентальні кубки | Інші змагання | Інші змагання | Інші змагання | Усього | Усього | Усього |
| Сезон                  | Команда                | Ліга                   | Ігор      | Голів     | Ліга               | Ігор               | Голів              | Ліга                 | Ігор                 | Голів                | Ліга          | Ігор          | Голів         | Ігор   | Голів  |        |
| ---------------------- | ---------------------- | ---------------------- | --------- | --------- | ------------------ | ------------------ | ------------------ | -------------------- | -------------------- | -------------------- | ------------- | ------------- | ------------- | ------ | ------ | ------ |
| 2015–16                | «Партизан»             | СЛ                     | 14        | 1         | КС                 | 4                  | 2                  | -                    | -                    | -                    | -             | -             | -             | 18     | 3      |        |
| 2016–17                | «Партизан»             | СЛ                     | 7         | 0         | КС                 | 1                  | 0                  | ЛЄ                   | 1                    | 0                    | -             | -             | -             | 9      | 0      |        |
| Усього за «Партизан»   | Усього за «Партизан»   | Усього за «Партизан»   | 21        | 1         |                    | 5                  | 2                  |                      | 1                    | 0                    |               | -             | -             | 27     | 3      |        |
| 2018–19                | «Фіорентіна»           | A                      | 10        | 0         | КІ                 | 0                  | 0                  | -                    | -                    | -                    | -             | -             | -             | 10     | 0      |        |
| 2019–20                | «Фіорентіна»           | A                      | 30        | 6         | КІ                 | 4                  | 2                  | -                    | -                    | -                    | -             | -             | -             | 34     | 8      |        |
| 2020–21                | «Фіорентіна»           | A                      | 37        | 21        | КІ                 | 3                  | 0                  | -                    | -                    | -                    | -             | -             | -             | 40     | 21     |        |
| 2021–22                | «Фіорентіна»           | A                      | 21        | 17        | КІ                 | 3                  | 3                  | -                    | -                    | -                    | -             | -             | -             | 24     | 20     |        |
| Усього за «Фіорентину» | Усього за «Фіорентину» | Усього за «Фіорентину» | 98        | 44        |                    | 10                 | 5                  |                      | -                    | -                    |               | -             | -             | 108    | 49     |        |
| 2021–22                | «Ювентус»              | A                      | 9         | 5         | КІ                 | 2                  | 0                  | ЛЧ                   | 2                    | 1                    | -             | -             | -             | 13     | 6      |        |
| Усього за кар'єру      | Усього за кар'єру      | Усього за кар'єру      | 128       | 50        |                    | 17                 | 7                  |                      | 3                    | 1                    |               | -             | -             | 148    | 58     |        |

### Статистика виступів за збірну
Станом на 15 жовтня 2020
| Дата       | Місто   | Господарі | Результат | Гості    | Турнір                               | Голи | Примітки |
| ---------- | ------- | --------- | --------- | -------- | ------------------------------------ | ---- | -------- |
| 11-10-2020 | Белград | Сербія    | 0 – 1     | Угорщина | Ліга націй УЄФА 2020-2021 - 1-й етап | -    | 66'      |
| 14-10-2020 | Стамбул | Туреччина | 2 – 2     | Сербія   | Ліга націй УЄФА 2020-2021 - 1-й етап | -    | 75'      |
| Усього     |         | Матчів    | 2         |          | Голів                                | 0    |          |

| Дата       | Місто         | Господарі | Результат | Гості  | Турнір                             | Голи | Примітки |
| ---------- | ------------- | --------- | --------- | ------ | ---------------------------------- | ---- | -------- |
| 6-9-2019   | Саранськ      | Росія     | 1 – 0     | Сербія | Кваліфікація молодіжного Євро-2021 | -    | 20' 57'  |
| 11-10-2019 | Софія (місто) | Болгарія  | 0 – 1     | Сербія | Кваліфікація молодіжного Євро-2021 | -    | 56' 69'  |
| 15-10-2019 | Лодзь         | Польща    | 1 – 0     | Сербія | Кваліфікація молодіжного Євро-2021 | -    | 84'      |
| Усього     |               | Матчів    | 3         |        | Голів                              | 0    |          |

## Титули і досягнення
- Володар Кубка Італії (1):

«Ювентус»: 2023-24